# Adam Marczyński
Adam Marczyński, né le 24 décembre 1908 à Cracovie et mort le 13 janvier 1985 dans la même ville, est un peintre, illustrateur, muraliste et décorateur de théâtre.

## Biographie
Adam Marczyński naît le 24 décembre 1908 à Cracovie. De 1929 à 1936, il étudie à l'Académie des beaux-arts de Cracovie, sous l'égide des professeurs W. Jarocki et S. Pienkowski. Il est diplômé d'une licence en 1936. Peu de temps après ses études, il rejoint le groupe de Cracovie. En 1930 il voyage en France et en Espagne. Il enseigne à l'académie des beaux-arts de Cracovie. Adam Marczyński fonde son art sur l'observation du monde végétal et des paysages, tout en s'orientant vers l'abstraction.
En 1948, il participe à une exposition collective à Londres.
Adam Marczyński meurt le 13 janvier 1985 dans sa ville natale.